# قصي الناصر
قصي محمد الناصر مواليد 4 يناير 1997 في ، السعودية، هو لاعب كرة قدم سعودي يلعب في الوسط.

## مسيرة اللاعب
لعب في الفئات السنية في نادي القادسية ونادي الثقبة.